# Bing & Grøndahl - Tog- & Jernbaneplatter
Porcelænsvirksomheden Bing & Grøndahl udgave i en perode fra 1974 og frem til og med 2003 en serie af platter med danske tog/lokomotiver. Ud over dette har de udgivet jubilæums-/mindeplatter, som markerer forskellige skelsættende begivenheder indenfor jernbanernes historie.
Som en del af en anden serie af platter har Bing & Grøndahl også udgivet en rækker platter, som viser sporvejens historie i Danmark.

## Togplatter
Denne serie, der er kendt som "Togplatter" fra Bing & Grøndahl, udkom en gang om året.
| Diameter    | 18 cm                                                                       |
| Farve       | Blå med sort stregtegning                                                   |
| Platte type | 619                                                                         |
| Andet       | På plattens bagside kunne man læse lidt on det enkelte lokomotivs historie. |

Serien bestod af følgende platter:
| År   | Platte                                                          | B&G nr. |
| ---- | --------------------------------------------------------------- | ------- |
| 1974 | Dansk Veteran Jernbane - 01 - DSB Litra R nr. 963               | 4890    |
| 1975 | Dansk Veteran Jernbane - 02 - H.T.J. Litra G nr. 625 - 4891     | 4891    |
| 1976 | Dansk Veteran Jernbane - 03 - DSB Litra D nr. 826 - 4892        | 4892    |
| 1977 | Dansk Veteran Jernbane - 04 - F.F.J. Nr. 34                     | 4889    |
| 1978 | Dansk Veteran Jernbane - 05 - DSB Litra F. nr. 663              | 4888    |
| 1979 | Dansk Veteran Jernbane - 06 - DSB Litra E. nr. 978              | 4887    |
| 1980 | Dansk Veteran Jernbane - 07 - DSB Litra K. nr. 564              | 4886    |
| 1981 | Dansk Veteran Jernbane - 08 - DSB Litra P. nr. 917              | 8602    |
| 1982 | Dansk Veteran Jernbane - 09 - DSB Litra DF. nr. 130 OHJ. nr. 38 | 8603    |
| 1983 | Dansk Veteran Jernbane - 10 - DSB Litra O. nr. 318              | 8607    |
| 1984 | Dansk Veteran Jernbane - 11 - DSB Litra H. nr. 798              | 8608    |
| 1985 | Dansk Veteran Jernbane - 12 - DSB Litra S. nr. 740              | 8609    |
| 1986 | Dansk Veteran Jernbane - 13 - DSB Litra Cs. nr. 246             | 8611    |
| 1987 | Dansk Veteran Jernbane - 14 - DSB Litra C. nr. 708              | 12212   |
| 1988 | Dansk Veteran Jernbane - 15 - ODIN, SJS. nr. 1                  | 12.217  |
| 1989 | Dansk Veteran Jernbane - 16 - DSB, Litra N. nr. 201             |         |
| 1990 | Dansk Veteran Jernbane - 17 - DSB, Litra Q. nr. 345             |         |

Fra 1991 overgik udgivelsen af denne serie til I. Midtgaard Art Wares:
| År   | Platte                                            | B&G nr. |
| ---- | ------------------------------------------------- | ------- |
| 1991 | Dansk Veteran Jernbane - 18 - Ø S J S, NR. 6      |         |
| 1992 | Dansk Veteran Jernbane - 19 - DSB Litra A nr. 159 |         |
| 1993 | Dansk Veteran Jernbane - 20 - DSB, Litra Hs 363   |         |
| 1994 | Dansk Veteran Jernbane - 21 - DSB, Litra B 45     |         |
| 1995 | Dansk Veteran Jernbane - 22 - DSB Litra J 1       |         |
| 1996 | Dansk Veteran Jernbane - 23 - DSB Litra T 299     |         |
| 1997 | Dansk Veteran Jernbane - 24 - DSB, Litra P 125    |         |
| 1998 | Dansk Veteran Jernbane - 25 - DAB, Litra PR 908   |         |
| 1999 | Dansk Veteran Jernbane - 26 - OHJ NR. 5           |         |
| 2000 | Dansk Veteran Jernbane - 27 - ØG NR. 1            |         |
| 2001 | Dansk Veteran Jernbane - 28                       |         |
| 2002 | Dansk Veteran Jernbane - 29 - DSB - Litra K s263  |         |
| 2003 | Dansk Veteran Jernbane - 30 - DSB - Litra Ks 273  |         |

## Jubilæums-/mindeplatter
| Platte                 |    | År   | Diameter | Type | B&G nr. |
| ---------------------- | -- | ---- | -------- | ---- | ------- |
| DSB - 1847-1972 - Odin | BG | 1972 | 21 cm    | 620  | 8202    |

## Sporveje / Omnibus
Bing & Grøndahl har også - som en del af en mere generel serie (Hvid 18 cm med guldkant) udgivet en række platter med sporvogn og omnibusser som motiv.
| Diameter    | 18 cm                                            |
| Farve       | Hvid med blå eller brun stregtegning - guld kant |
| Platte type | 619                                              |
| Andet       | Del af serien med Hvid 18 cm guldkant            |

De relevante platter fra denne serie er:
| År   | Platte                                                                      | Streg | B&G nr. |
| ---- | --------------------------------------------------------------------------- | ----- | ------- |
|      | København / Frederiksberg                                                   |       |         |
| 1972 | 1863 Sporveie Frederiksberg Kjøbenhavn 1972                                 | Brun  | 4377    |
| 1972 | 1863 Sporveje i København 1972 (Nyere sporvogn i kryds)                     | Brun  | 4361    |
| 1972 | 1863 Sporveje i København 1972 (Nyere sporvogn ved stoppested)              | Brun  | 4362    |
| 1972 | 1863 Sporveie i Kjøbenhavn 1972 (Hestetrukket sporvogn)                     | Brun  | 4363    |
| 1972 | 1863 Sporveie i Kjøbenhavn 1972 (Ældre sporvogn ved stoppested)             | Brun  | 4391    |
| 1972 | 1863 Sporveie i Kjøbenhavn 1972 (Hestetrukket sporvogn foran søjler)        | Brun  | 4393    |
| 1974 | NESA 1902-1974 - Sporvogn                                                   | Brun  | 4112    |
| 1982 | Omnibusser I København - HT Ledbus på H. C. Andersens Boulevard - 1982      | Brun  | 4268    |
|      | Århus                                                                       |       |         |
| 1971 | Aarhus Sporveie - 1904 - 1971 (Bus - Sporvogn)                              | Brun  | 4142    |
|      | Aarhus Sporveie - 1884 - 1895 (hestetrukken sporvogn)                       | Brun  | 4152    |
| 1971 | Aarhus Sporveie - 1904 - 1971 (Sporvogn - rådhus)                           | Brun  | 4154    |
| 1971 | Aarhus Sporveie - 1904 - 1971 (Sporvogn - stoppested)                       | Brun  | 4140    |
|      | Odense                                                                      |       |         |
| ???? | Odense Sporveje - 1911-1952 (Sporvogn i snæver gade med kirke i baggrunden) | Brun  | 4164    |
| ???? | Odense Sporveje - 1911-1952 (Sporvogn foran Odense teater)                  | Brun  | 4170    |
| ???? | Odense Sporveje - 1911-1952 (Linie 58)                                      | Brun  | 4178    |